# Cadorela
Cadorela este un gen de molii din familia Lymantriinae.
Singura specie din acest gen este: *Cadorela translucida Griveaud, 1973

## Legături externe
- en Baza de date a genului Lepidoptera la Muzeul de istorie naturală